# Dèrassi
Dèrassi è un arrondissement del Benin situato nella città di Kalalé (dipartimento di Borgou) con 13.841 abitanti (dato 2006).